# Miguel Hernández (stacja metra)
Miguel Hernández – stacja metra w Madrycie, na linii 1. Znajduje się w dzielnicy Puente de Vallecas, w Madrycie i zlokalizowana jest pomiędzy stacjami Alto del Arenal, a Sierra de Guadalupe. Została otwarta w kwietniu 1994.